# Husby, Norrtälje kommun
Husby är sedan 2020 en av SCB avgränsad och namnsatt tätort i Husby-Sjuhundra socken i Norrtälje kommun, Stockholms län. En småort med beteckningen Husby har funnits i området sedan 1990. Den småorten delades dock i två småorter 2015, varvid Husby fick en ny småortskod, S0328, och den gamla koden S0677, används för orten Syninge som ligger direkt norr om Husby. Vid avgränsningen 2020 klassades bebyggelsen i de två småorterna som en gemensam bebyggelse som definierades som tätort namnsatt till Husby.

## Befolkningsutveckling
| Befolkningsutvecklingen i Husby 1990–2020                                         | Befolkningsutvecklingen i Husby 1990–2020 | Befolkningsutvecklingen i Husby 1990–2020 | Befolkningsutvecklingen i Husby 1990–2020 | Befolkningsutvecklingen i Husby 1990–2020 |
| --------------------------------------------------------------------------------- | ----------------------------------------- | ----------------------------------------- | ----------------------------------------- | ----------------------------------------- |
|                                                                                   |                                           |                                           |                                           |                                           |
| År                                                                                |                                           |                                           | Folkmängd                                 | Areal (ha)                                |
| 1990                                                                              | 1990                                      |                                           | 68                                        | 19#                                       |
| 1995                                                                              | 1995                                      |                                           | 55                                        | 21#                                       |
| 2000                                                                              | 2000                                      |                                           | 66                                        | 22#                                       |
| 2005                                                                              | 2005                                      |                                           | 72                                        | 25#                                       |
| 2010                                                                              | 2010                                      |                                           | 71                                        | 25#                                       |
| 2015                                                                              | 2015                                      |                                           | 52                                        | 18#                                       |
| 2020                                                                              | 2020                                      |                                           | 211                                       | 50                                        |
| Anm.: tätort 2018, småorten Syninge bröts ut 2015 men återgick 2020 # Som småort. |                                           |                                           |                                           |                                           |